# Battletruck
Battletruck (també coneguda com Warlords of the 21st Century als Estats Units i Destructors a Itàlia) és una pel·lícula d'acció i ciència-ficció post-apocalíptica neozelandesa del 1982 coescrita i dirigida per Harley Cokliss i protagonitzada per Michael Beck, Annie McEnroe, James Wainwright, John Ratzenberger i Bruno Lawrence.
Ambientada després d'una sèrie devastadora de guerres conegudes com les guerres del petroli, la trama és una història futurista d'una comunitat que lluita contra un senyor de la guerra local al país rural sense llei. Una coproducció entre Nova Zelanda i el Regne Unit, es va rodar a Nova Zelanda i va ser protagonitzada per diversos actors locals, i va formar part d'una onada de pel·lícules de temàtica similar fetes arran de l'èxit de  Sèrie Mad Max.

## Argument
En un futur proper, la Terra ha estat devastada per una sèrie de guerres anomenades "guerres del petroli" per l'esgotament de les reserves de petroli. Les regions al voltant de la conca de la Mesopotàmia productora de petroli són en gran part erms radioactius a causa del limitat intercanvi nuclear; els camps de petroli de l'Aràbia Saudita i la major part de l'Orient Mitjà es cremen sense control. Els disturbis alimentaris s'han tornat habituals a moltes ciutats del món que ara estan sota la llei marcial. Gran part del camp rural nord-americà s'ha convertit en il·legal amb la majoria dels militars i la policia restants intentant mantenir l'ordre a les ciutats. Grans grups de ciutadans fugen de les ciutats cap al camp per trobar menjar i les reserves de combustible restants. El poc petroli que queda en aquestes regions s'ha convertit en una mercaderia preciosa pel qual lluitaven els senyors de la guerra viciosos i mercenaris. Una partida de guerra liderat per l'antic coronel de l'exèrcit estatunidenc Jacob Straker (James Wainwright), viatjant en un gran camió blindat, fortament armat, intercepta dos comerciants que van en un carruatge de cavalls amb gran quantitat. de combustible dièsel, matant un dels comerciants. El comerciant supervivent porta el grup de guerra a la font, que és un dipòsit ocult de subministraments perdut durant l'enfonsament del govern local i que es creu que era radioactiu. Straker ordena als seus homes que instal·lin el campament per utilitzar el dipòsit de subministraments com a base d'operacions.
La filla de Straker, Coraline "Corlie" (Annie McEnroe) es nega a executar el comerciant supervivent. Mentre Straker planeja la defensa del campament a la nit, ella fuig pel desert obert. Corlie se salva d'un equip d'homes enviats per tornar-la al campament gràcies a Hunter (Michael Beck), un exsoldat armat amb una moto d'alta tecnologia. Corlie menteix sobre el seu passat i afirma que va ser un ostatge presa després de la mort de la seva família. Necessita més atenció mèdica per una lesió a una cama, Hunter porta a la Corlie a viure a la ciutat emmurallada de Clearwater Farm, governada com una democràcia antiga estricta, on és ràpidament acceptada per la comunitat. Tanmateix, aviat és descoberta pels homes del seu pare que es fan càrrec de la comunitat de Clearwater per alimentar la partida de guerra de Straker. Corlie roba un cavall i aconsegueix escapar de tornada a la granja remota de Hunter al bosc.
Els mercenaris terroritzen i saquegen la comunitat. Straker tortura el mecànic resident Rusty (John Ratzenberger) perquè li doni la ubicació de l'amagatall secret de Hunter. Straker es mou per atacar la granja de Hunter i recuperar la Corlie. Hunter i Corlie escapen amb la seva moto i Straker, furiós, llaura la residència d'en Hunter amb el seu camió blindat. Hunter porta Corlie de tornada a la gent de Clearwater i li demana a Rusty que li construeixi un cotxe blindat per atacar el "camió de batalla" de Straker. Mentre Rusty i Hunter i uns quants més estan ocupats, un dels residents es converteix en traïdor i noqueja Corlie, la posa en un vagó tirat per cavalls i se'n va per lliurar-la a Straker. Hunter intenta aturar-lo, però el traïdor li posa una emboscada i el fereix amb una ballesta. Creient que ha matat en Hunter, el traïdor apareix a la seu de Straker amb Corlie al vagó.
Mentrestant, Hunter recupera la consciència i aconsegueix tornar coixejant a Clearwater amb la seva bicicleta. Mentre s'hi curava allà dalt, en Rusty acaba el cotxe blindat i al cap de poc en Hunter s'enlaira amb ell, malgrat que està ferit. Ataca la seu de Straker, travessant edificis i tendes de campanya i finalment llançant una granada al subministrament de combustible dièsel de 50.000 litres de Straker, destruint el combustible. Aleshores corre i Straker, ara amb una ràbia imponent, s'enlaira darrere d'ell. En el procés, obliga el conductor a conduir el camió a una velocitat més alta, sobreescalfant les turbines. Això estressa el conductor (qui estima el camió) i provoca la dissensió entre ell i Straker. Mentrestant, Hunter s'avança una mica, salta del cotxe i s'enfila a un lloc alt amb vistes a la carretera i ara es revela que tot l'atac a la seu de Straker va ser una estratagema per atraure el camió a una emboscada. La gent de Clearwater es troba en un turó amb vistes esperant a Hunter amb la seva motocicleta i un llança-coets de 66 mm que Hunter els havia donat anteriorment a la pel·lícula. Hunter dispara un parell de coets perforants contra el camió en moviment, però només un el colpeja, el que causa un dany lleu i un petit incendi, que provoca més estrès entre Straker i el conductor del camió. El conductor intenta matar Straker, que creu que està destruint inútilment el camió. Straker mata el conductor que s'enfonsa sobre la roda i ara el camió, amb l'accelerador al màxim, està més o menys fora de control.
De nou a la moto, Hunter aconsegueix saltar al camió en moviment per un forat a la part superior que havia fet un dels seus coets. S'inicia una batalla, el camió encara es mou anant i tornant mentre Corlie intenta controlar-lo amb el cadàver del conductor caigut sobre el volant i Straker cridant furiós ordres a tothom. Finalment, Hunter es dirigeix cap al front, atordint temporalment Straker, agafa Corlie i salta amb ella des de la part posterior del camió de batalla encara salvatgement fora de control amb Straker dins i cridant amenaces de mort, i embolicant sobre les ruïnes fumejants de l'interior del camió abans que caigui d'un penyal, s'estavelli i exploti, matant-lo.
Hunter i Corlie acaben a Clearwater, on aparentment Corlie s'instal·la definitivament com a part de la comunitat. Sempre solitari, Hunter marxa cap a la posta de sol a cavall, prometent a Corlie que tornarà "alguna vegada".

## Repartiment
- Michael Beck com a Hunter
- Annie McEnroe com a Coraline "Corlie"
- James Wainwright com a coronel. Jacob Stracker
- Bruno Lawrence com a Willie
- John Ratzenberger com Rusty
- John Bach com a Bone
- Randy Powell com a Judd
- Diana Rowan com a Charlene
- Kelly Johnson com Alvin
- Mark Hadlow com a Orrin
- Marshall Napier com a Poole